# Andrée Dupeyron
Pour les articles homonymes, voir Dupeyron.
Andrée (Julie Victorine Andréa Eugénie) Dupeyron née Mailho (19 octobre 1902 à Ivry-sur-Seine-22 juillet 1988 à Mont-de-Marsan) est une aviatrice française civile et militaire.

## Biographie
Fille d’un ouvrier d’Ivry-sur-Seine, elle rencontre à 16 ans son futur mari, le mécanicien  Gustave Dupeyron, originaire du Gers. Passionné de mécanique, le couple s’intéresse très vite aux avions. Andrée obtient le brevet de pilote de tourisme puis le brevet de pilote professionnel.
En mai 1938, Andrée Dupeyron bat le record féminin de distance en ligne droite sans escale. Elle parcourt 4 360 km entre Oran en Algérie et Tel El Aham en Irak et bat ainsi le record obtenu quelques jours plus tôt par Élisabeth Lion. Ce record du monde fait de cette mère de famille de 36 ans, surnommée pour sa vitesse La mère de famille volante, une héroïne dans tout le pays et inspire en 1944 (sous l'occupation allemande) le film Le ciel est à vous de Jean Grémillon.
Onze ans plus tard en 1949, elle récidive en tentant de relier la base aérienne de Mont-de-Marsan en France à Jiwani en Inde. Elle parcourt seule 5 932 km, après 31 h 23 min de vol.
Pendant la Seconde Guerre mondiale, elle est pilote dans les Forces aériennes françaises libres et marraine d'une escadrille qui porte son nom.
Durant l'hiver 1944-1945, elle fait partie du premier groupe de femmes pilotes recrutées pour le Premier corps de pilotes militaires féminins. Elle est brevetée pilote avec le grade de sous-lieutenant et en 1946, élève pilote du Centre de Vol à voile de la Montagne Noire (France), unique femme en formation et aussi aviatrice déjà fameuse.
Elle meurt le 22 juillet 1988. Andrée Dupeyron est inhumée au cimetière du Centre de Mont-de-Marsan. Une voie de Lyon porte son nom (Promenade Andrée-Dupeyron).